# Сочинский цирк
Со́чинский госуда́рственный цирк — государственное культурно-развлекательное учреждение Росгосцирка. Располагается в Хостинском районе города Сочи (Краснодарский край, Россия).

## История
В закладке здания Сочинского цирка принял участие народный артист СССР Ю. В. Никулин.
Здание построено по проекту группы архитекторов под руководством Ю. Л. Шварцбрейна в 1971 (за эту работу архитекторы и строители были удостоены Государственной премии СССР). 
Автор масок на фризе здания — сочинский скульптор В. И. Глухов. Автор мозаичных работ на фасаде — сочинский художник А. Н. Скрипников.
Зал вмещает 2000 зрителей. Современное здание цирка построено рядом со старым зданием цирка на 1200 мест, открытого 16 июля 1955 года и построенного по проекту архитектора А. Стельмащука.
Директор — Шульга Наталья Николаевна.
На арене сочинского цирка выступали артисты: Валентин Филатов, Юрий Дуров, Михаил Румянцев, Олег Попов, Юрий Никулин, Ирбек Кантемиров, Мстислав Запашный, Игорь Кио, Тамерлан Нугзаров, Алан Бутаев и др., а также иностранные артисты из Болгарии, Китая, Германии, Польши, Румынии, Югославии, Монголии и других стран.
В цирке регулярно выступали артисты эстрады И. Кобзон, Л. Зыкина, В. Абдулов и др.
Перед Олимпиадой в Сочи в 2014 году цирк был реконструирован. На реконструкцию здания цирка было выделено 220 млн рублей.